# کوجی کامیوکا
کوجی کامیوکا (上岡 弘二، Kōji Kamioka؛ نوامبر ۱۹۳۸) زبان‌شناس، استاد زبان‌های ایرانی و زرتشت‌شناس ژاپنی است. او استاد برجسته دانشگاه مطالعات خارجی توکیو و مدیر سابق موسسه تحقیقاتی زبان‌ها و فرهنگ‌های آسیا و آفریقا، دانشگاه مطالعات خارجی توکیو می‌باشد.

## پیشینه تحصیلی
- مارس ۱۹۶۱ - فارغ‌التحصیلی کارشناسی از دانشکده ادبیات و دانشکده ادبیات دانشگاه کیوتو در رشته زبان و ادبیات سانسکریت
- مارس ۱۹۶۳- فارغ‌التحصیلی کارشناسی ارشد از دانشکده ادبیات دانشگاه کیوتو در رشته زبان سانسکریت و ادبیات سانسکریت

## پیشینه کار
- آوریل ۱۹۶۹ - استاد دانشگاه کیوتو سانگیو
- آگوست ۱۹۷۲ - استاد موسسه تحقیقاتی زبان‌ها و فرهنگ‌های آسیا و آفریقا، دانشگاه مطالعات خارجی توکیو
- آوریل ۱۹۷۷ - کسب مرتبه علمی دانشیار
- فوریه ۱۹۸۷ - کسب مرتبه علمی استاد
- آوریل۱۹۹۱ تا مارس ۱۹۹۴ - همزمان به عنوان مدیر موسسه تحقیقاتی زبان‌ها و فرهنگ‌های آسیا و آفریقا، دانشگاه مطالعات خارجی توکیو

## کتاب‌ها
- «مردم جهان اسلام (۱)» انتشارات تویو کیزای، اکتبر ۱۹۸۴
- «ایران» انتشارات کاواده شوبو شینشا، سپتامبر ۱۹۹۹
- «ساختار و عملکرد مبادلات بین منطقه ای در غرب اقیانوس هند» انتشارات دانشگاه مطالعات خارجی توکیو، موسسه تحقیقاتی زبان ها و فرهنگ های آسیا و آفریقا، ۱۹۷۹، نویسنده همکار هیکویچی ایشیما